# Мейи-сюр-Рувр
Мейи́-сюр-Рувр (фр. Meilly-sur-Rouvres) — коммуна во Франции, находится в регионе Бургундия. Департамент коммуны — Кот-д’Ор. Входит в состав кантона Пуйи-ан-Осуа. Округ коммуны — Бон.
Код INSEE коммуны — 21399.

## Население
Население коммуны на 2010 год составляло 184 человека.
| 1962 | 1968 | 1975 | 1982 | 1990 | 1999 | 2010 |
| ---- | ---- | ---- | ---- | ---- | ---- | ---- |
| 196  | 186  | 180  | 172  | 163  | 172  | 184  |

## Экономика
В 2010 году среди 116 человек трудоспособного возраста (15—64 лет) 89 были экономически активными, 27 — неактивными (показатель активности — 76,7 %, в 1999 году было 76,3 %). Из 89 активных жителей работали 83 человека (49 мужчин и 34 женщины), безработных было 6 (3 мужчин и 3 женщины). Среди 27 неактивных 4 человека были учениками или студентами, 10 — пенсионерами, 13 были неактивными по другим причинам.